# Виссерман, Элтье
Элтье Виссерман (24 января 1922, Блокзейл — 23 марта 1978, Гаага) — нидерландский шахматный композитор; гроссмейстер (1972) и арбитр (1958) по шахматной композиции. Редактор отделов шахматных задач журнала «Тейдсхрифт» и «Проблемблад». Автор ряда статей по вопросам задачной композиции. Инженер-строитель. С 1938 опубликовал около 800 задач всех жанров, преимущественно двух- и трёхходовки. На конкурсах удостоен свыше 400 отличий, в том числе 230 призов. Автор темы, названной его именем.

## Задачи
|   | a | b | c | d | e | f | g | h |   |
| - | --- | --- | --- | --- | --- | --- | --- | --- | - |
| 8 | h8 чёрный слон · d7 чёрная пешка · b6 чёрная пешка · d6 белая ладья · f6 чёрная пешка · c5 чёрная пешка · h5 белая ладья · b4 чёрная ладья · c4 чёрная пешка · e4 чёрный король · g4 белая пешка · h4 белый конь · b3 белая пешка · d3 белый конь · e3 белая пешка · g3 белый ферзь · h3 чёрная пешка · f2 белая пешка · g2 чёрный конь · d1 чёрный слон · e1 чёрный конь · h1 белый король | h8 чёрный слон · d7 чёрная пешка · b6 чёрная пешка · d6 белая ладья · f6 чёрная пешка · c5 чёрная пешка · h5 белая ладья · b4 чёрная ладья · c4 чёрная пешка · e4 чёрный король · g4 белая пешка · h4 белый конь · b3 белая пешка · d3 белый конь · e3 белая пешка · g3 белый ферзь · h3 чёрная пешка · f2 белая пешка · g2 чёрный конь · d1 чёрный слон · e1 чёрный конь · h1 белый король | h8 чёрный слон · d7 чёрная пешка · b6 чёрная пешка · d6 белая ладья · f6 чёрная пешка · c5 чёрная пешка · h5 белая ладья · b4 чёрная ладья · c4 чёрная пешка · e4 чёрный король · g4 белая пешка · h4 белый конь · b3 белая пешка · d3 белый конь · e3 белая пешка · g3 белый ферзь · h3 чёрная пешка · f2 белая пешка · g2 чёрный конь · d1 чёрный слон · e1 чёрный конь · h1 белый король | h8 чёрный слон · d7 чёрная пешка · b6 чёрная пешка · d6 белая ладья · f6 чёрная пешка · c5 чёрная пешка · h5 белая ладья · b4 чёрная ладья · c4 чёрная пешка · e4 чёрный король · g4 белая пешка · h4 белый конь · b3 белая пешка · d3 белый конь · e3 белая пешка · g3 белый ферзь · h3 чёрная пешка · f2 белая пешка · g2 чёрный конь · d1 чёрный слон · e1 чёрный конь · h1 белый король | h8 чёрный слон · d7 чёрная пешка · b6 чёрная пешка · d6 белая ладья · f6 чёрная пешка · c5 чёрная пешка · h5 белая ладья · b4 чёрная ладья · c4 чёрная пешка · e4 чёрный король · g4 белая пешка · h4 белый конь · b3 белая пешка · d3 белый конь · e3 белая пешка · g3 белый ферзь · h3 чёрная пешка · f2 белая пешка · g2 чёрный конь · d1 чёрный слон · e1 чёрный конь · h1 белый король | h8 чёрный слон · d7 чёрная пешка · b6 чёрная пешка · d6 белая ладья · f6 чёрная пешка · c5 чёрная пешка · h5 белая ладья · b4 чёрная ладья · c4 чёрная пешка · e4 чёрный король · g4 белая пешка · h4 белый конь · b3 белая пешка · d3 белый конь · e3 белая пешка · g3 белый ферзь · h3 чёрная пешка · f2 белая пешка · g2 чёрный конь · d1 чёрный слон · e1 чёрный конь · h1 белый король | h8 чёрный слон · d7 чёрная пешка · b6 чёрная пешка · d6 белая ладья · f6 чёрная пешка · c5 чёрная пешка · h5 белая ладья · b4 чёрная ладья · c4 чёрная пешка · e4 чёрный король · g4 белая пешка · h4 белый конь · b3 белая пешка · d3 белый конь · e3 белая пешка · g3 белый ферзь · h3 чёрная пешка · f2 белая пешка · g2 чёрный конь · d1 чёрный слон · e1 чёрный конь · h1 белый король | h8 чёрный слон · d7 чёрная пешка · b6 чёрная пешка · d6 белая ладья · f6 чёрная пешка · c5 чёрная пешка · h5 белая ладья · b4 чёрная ладья · c4 чёрная пешка · e4 чёрный король · g4 белая пешка · h4 белый конь · b3 белая пешка · d3 белый конь · e3 белая пешка · g3 белый ферзь · h3 чёрная пешка · f2 белая пешка · g2 чёрный конь · d1 чёрный слон · e1 чёрный конь · h1 белый король | 8 |
| 7 | h8 чёрный слон · d7 чёрная пешка · b6 чёрная пешка · d6 белая ладья · f6 чёрная пешка · c5 чёрная пешка · h5 белая ладья · b4 чёрная ладья · c4 чёрная пешка · e4 чёрный король · g4 белая пешка · h4 белый конь · b3 белая пешка · d3 белый конь · e3 белая пешка · g3 белый ферзь · h3 чёрная пешка · f2 белая пешка · g2 чёрный конь · d1 чёрный слон · e1 чёрный конь · h1 белый король | h8 чёрный слон · d7 чёрная пешка · b6 чёрная пешка · d6 белая ладья · f6 чёрная пешка · c5 чёрная пешка · h5 белая ладья · b4 чёрная ладья · c4 чёрная пешка · e4 чёрный король · g4 белая пешка · h4 белый конь · b3 белая пешка · d3 белый конь · e3 белая пешка · g3 белый ферзь · h3 чёрная пешка · f2 белая пешка · g2 чёрный конь · d1 чёрный слон · e1 чёрный конь · h1 белый король | h8 чёрный слон · d7 чёрная пешка · b6 чёрная пешка · d6 белая ладья · f6 чёрная пешка · c5 чёрная пешка · h5 белая ладья · b4 чёрная ладья · c4 чёрная пешка · e4 чёрный король · g4 белая пешка · h4 белый конь · b3 белая пешка · d3 белый конь · e3 белая пешка · g3 белый ферзь · h3 чёрная пешка · f2 белая пешка · g2 чёрный конь · d1 чёрный слон · e1 чёрный конь · h1 белый король | h8 чёрный слон · d7 чёрная пешка · b6 чёрная пешка · d6 белая ладья · f6 чёрная пешка · c5 чёрная пешка · h5 белая ладья · b4 чёрная ладья · c4 чёрная пешка · e4 чёрный король · g4 белая пешка · h4 белый конь · b3 белая пешка · d3 белый конь · e3 белая пешка · g3 белый ферзь · h3 чёрная пешка · f2 белая пешка · g2 чёрный конь · d1 чёрный слон · e1 чёрный конь · h1 белый король | h8 чёрный слон · d7 чёрная пешка · b6 чёрная пешка · d6 белая ладья · f6 чёрная пешка · c5 чёрная пешка · h5 белая ладья · b4 чёрная ладья · c4 чёрная пешка · e4 чёрный король · g4 белая пешка · h4 белый конь · b3 белая пешка · d3 белый конь · e3 белая пешка · g3 белый ферзь · h3 чёрная пешка · f2 белая пешка · g2 чёрный конь · d1 чёрный слон · e1 чёрный конь · h1 белый король | h8 чёрный слон · d7 чёрная пешка · b6 чёрная пешка · d6 белая ладья · f6 чёрная пешка · c5 чёрная пешка · h5 белая ладья · b4 чёрная ладья · c4 чёрная пешка · e4 чёрный король · g4 белая пешка · h4 белый конь · b3 белая пешка · d3 белый конь · e3 белая пешка · g3 белый ферзь · h3 чёрная пешка · f2 белая пешка · g2 чёрный конь · d1 чёрный слон · e1 чёрный конь · h1 белый король | h8 чёрный слон · d7 чёрная пешка · b6 чёрная пешка · d6 белая ладья · f6 чёрная пешка · c5 чёрная пешка · h5 белая ладья · b4 чёрная ладья · c4 чёрная пешка · e4 чёрный король · g4 белая пешка · h4 белый конь · b3 белая пешка · d3 белый конь · e3 белая пешка · g3 белый ферзь · h3 чёрная пешка · f2 белая пешка · g2 чёрный конь · d1 чёрный слон · e1 чёрный конь · h1 белый король | h8 чёрный слон · d7 чёрная пешка · b6 чёрная пешка · d6 белая ладья · f6 чёрная пешка · c5 чёрная пешка · h5 белая ладья · b4 чёрная ладья · c4 чёрная пешка · e4 чёрный король · g4 белая пешка · h4 белый конь · b3 белая пешка · d3 белый конь · e3 белая пешка · g3 белый ферзь · h3 чёрная пешка · f2 белая пешка · g2 чёрный конь · d1 чёрный слон · e1 чёрный конь · h1 белый король | 7 |
| 6 | h8 чёрный слон · d7 чёрная пешка · b6 чёрная пешка · d6 белая ладья · f6 чёрная пешка · c5 чёрная пешка · h5 белая ладья · b4 чёрная ладья · c4 чёрная пешка · e4 чёрный король · g4 белая пешка · h4 белый конь · b3 белая пешка · d3 белый конь · e3 белая пешка · g3 белый ферзь · h3 чёрная пешка · f2 белая пешка · g2 чёрный конь · d1 чёрный слон · e1 чёрный конь · h1 белый король | h8 чёрный слон · d7 чёрная пешка · b6 чёрная пешка · d6 белая ладья · f6 чёрная пешка · c5 чёрная пешка · h5 белая ладья · b4 чёрная ладья · c4 чёрная пешка · e4 чёрный король · g4 белая пешка · h4 белый конь · b3 белая пешка · d3 белый конь · e3 белая пешка · g3 белый ферзь · h3 чёрная пешка · f2 белая пешка · g2 чёрный конь · d1 чёрный слон · e1 чёрный конь · h1 белый король | h8 чёрный слон · d7 чёрная пешка · b6 чёрная пешка · d6 белая ладья · f6 чёрная пешка · c5 чёрная пешка · h5 белая ладья · b4 чёрная ладья · c4 чёрная пешка · e4 чёрный король · g4 белая пешка · h4 белый конь · b3 белая пешка · d3 белый конь · e3 белая пешка · g3 белый ферзь · h3 чёрная пешка · f2 белая пешка · g2 чёрный конь · d1 чёрный слон · e1 чёрный конь · h1 белый король | h8 чёрный слон · d7 чёрная пешка · b6 чёрная пешка · d6 белая ладья · f6 чёрная пешка · c5 чёрная пешка · h5 белая ладья · b4 чёрная ладья · c4 чёрная пешка · e4 чёрный король · g4 белая пешка · h4 белый конь · b3 белая пешка · d3 белый конь · e3 белая пешка · g3 белый ферзь · h3 чёрная пешка · f2 белая пешка · g2 чёрный конь · d1 чёрный слон · e1 чёрный конь · h1 белый король | h8 чёрный слон · d7 чёрная пешка · b6 чёрная пешка · d6 белая ладья · f6 чёрная пешка · c5 чёрная пешка · h5 белая ладья · b4 чёрная ладья · c4 чёрная пешка · e4 чёрный король · g4 белая пешка · h4 белый конь · b3 белая пешка · d3 белый конь · e3 белая пешка · g3 белый ферзь · h3 чёрная пешка · f2 белая пешка · g2 чёрный конь · d1 чёрный слон · e1 чёрный конь · h1 белый король | h8 чёрный слон · d7 чёрная пешка · b6 чёрная пешка · d6 белая ладья · f6 чёрная пешка · c5 чёрная пешка · h5 белая ладья · b4 чёрная ладья · c4 чёрная пешка · e4 чёрный король · g4 белая пешка · h4 белый конь · b3 белая пешка · d3 белый конь · e3 белая пешка · g3 белый ферзь · h3 чёрная пешка · f2 белая пешка · g2 чёрный конь · d1 чёрный слон · e1 чёрный конь · h1 белый король | h8 чёрный слон · d7 чёрная пешка · b6 чёрная пешка · d6 белая ладья · f6 чёрная пешка · c5 чёрная пешка · h5 белая ладья · b4 чёрная ладья · c4 чёрная пешка · e4 чёрный король · g4 белая пешка · h4 белый конь · b3 белая пешка · d3 белый конь · e3 белая пешка · g3 белый ферзь · h3 чёрная пешка · f2 белая пешка · g2 чёрный конь · d1 чёрный слон · e1 чёрный конь · h1 белый король | h8 чёрный слон · d7 чёрная пешка · b6 чёрная пешка · d6 белая ладья · f6 чёрная пешка · c5 чёрная пешка · h5 белая ладья · b4 чёрная ладья · c4 чёрная пешка · e4 чёрный король · g4 белая пешка · h4 белый конь · b3 белая пешка · d3 белый конь · e3 белая пешка · g3 белый ферзь · h3 чёрная пешка · f2 белая пешка · g2 чёрный конь · d1 чёрный слон · e1 чёрный конь · h1 белый король | 6 |
| 5 | h8 чёрный слон · d7 чёрная пешка · b6 чёрная пешка · d6 белая ладья · f6 чёрная пешка · c5 чёрная пешка · h5 белая ладья · b4 чёрная ладья · c4 чёрная пешка · e4 чёрный король · g4 белая пешка · h4 белый конь · b3 белая пешка · d3 белый конь · e3 белая пешка · g3 белый ферзь · h3 чёрная пешка · f2 белая пешка · g2 чёрный конь · d1 чёрный слон · e1 чёрный конь · h1 белый король | h8 чёрный слон · d7 чёрная пешка · b6 чёрная пешка · d6 белая ладья · f6 чёрная пешка · c5 чёрная пешка · h5 белая ладья · b4 чёрная ладья · c4 чёрная пешка · e4 чёрный король · g4 белая пешка · h4 белый конь · b3 белая пешка · d3 белый конь · e3 белая пешка · g3 белый ферзь · h3 чёрная пешка · f2 белая пешка · g2 чёрный конь · d1 чёрный слон · e1 чёрный конь · h1 белый король | h8 чёрный слон · d7 чёрная пешка · b6 чёрная пешка · d6 белая ладья · f6 чёрная пешка · c5 чёрная пешка · h5 белая ладья · b4 чёрная ладья · c4 чёрная пешка · e4 чёрный король · g4 белая пешка · h4 белый конь · b3 белая пешка · d3 белый конь · e3 белая пешка · g3 белый ферзь · h3 чёрная пешка · f2 белая пешка · g2 чёрный конь · d1 чёрный слон · e1 чёрный конь · h1 белый король | h8 чёрный слон · d7 чёрная пешка · b6 чёрная пешка · d6 белая ладья · f6 чёрная пешка · c5 чёрная пешка · h5 белая ладья · b4 чёрная ладья · c4 чёрная пешка · e4 чёрный король · g4 белая пешка · h4 белый конь · b3 белая пешка · d3 белый конь · e3 белая пешка · g3 белый ферзь · h3 чёрная пешка · f2 белая пешка · g2 чёрный конь · d1 чёрный слон · e1 чёрный конь · h1 белый король | h8 чёрный слон · d7 чёрная пешка · b6 чёрная пешка · d6 белая ладья · f6 чёрная пешка · c5 чёрная пешка · h5 белая ладья · b4 чёрная ладья · c4 чёрная пешка · e4 чёрный король · g4 белая пешка · h4 белый конь · b3 белая пешка · d3 белый конь · e3 белая пешка · g3 белый ферзь · h3 чёрная пешка · f2 белая пешка · g2 чёрный конь · d1 чёрный слон · e1 чёрный конь · h1 белый король | h8 чёрный слон · d7 чёрная пешка · b6 чёрная пешка · d6 белая ладья · f6 чёрная пешка · c5 чёрная пешка · h5 белая ладья · b4 чёрная ладья · c4 чёрная пешка · e4 чёрный король · g4 белая пешка · h4 белый конь · b3 белая пешка · d3 белый конь · e3 белая пешка · g3 белый ферзь · h3 чёрная пешка · f2 белая пешка · g2 чёрный конь · d1 чёрный слон · e1 чёрный конь · h1 белый король | h8 чёрный слон · d7 чёрная пешка · b6 чёрная пешка · d6 белая ладья · f6 чёрная пешка · c5 чёрная пешка · h5 белая ладья · b4 чёрная ладья · c4 чёрная пешка · e4 чёрный король · g4 белая пешка · h4 белый конь · b3 белая пешка · d3 белый конь · e3 белая пешка · g3 белый ферзь · h3 чёрная пешка · f2 белая пешка · g2 чёрный конь · d1 чёрный слон · e1 чёрный конь · h1 белый король | h8 чёрный слон · d7 чёрная пешка · b6 чёрная пешка · d6 белая ладья · f6 чёрная пешка · c5 чёрная пешка · h5 белая ладья · b4 чёрная ладья · c4 чёрная пешка · e4 чёрный король · g4 белая пешка · h4 белый конь · b3 белая пешка · d3 белый конь · e3 белая пешка · g3 белый ферзь · h3 чёрная пешка · f2 белая пешка · g2 чёрный конь · d1 чёрный слон · e1 чёрный конь · h1 белый король | 5 |
| 4 | h8 чёрный слон · d7 чёрная пешка · b6 чёрная пешка · d6 белая ладья · f6 чёрная пешка · c5 чёрная пешка · h5 белая ладья · b4 чёрная ладья · c4 чёрная пешка · e4 чёрный король · g4 белая пешка · h4 белый конь · b3 белая пешка · d3 белый конь · e3 белая пешка · g3 белый ферзь · h3 чёрная пешка · f2 белая пешка · g2 чёрный конь · d1 чёрный слон · e1 чёрный конь · h1 белый король | h8 чёрный слон · d7 чёрная пешка · b6 чёрная пешка · d6 белая ладья · f6 чёрная пешка · c5 чёрная пешка · h5 белая ладья · b4 чёрная ладья · c4 чёрная пешка · e4 чёрный король · g4 белая пешка · h4 белый конь · b3 белая пешка · d3 белый конь · e3 белая пешка · g3 белый ферзь · h3 чёрная пешка · f2 белая пешка · g2 чёрный конь · d1 чёрный слон · e1 чёрный конь · h1 белый король | h8 чёрный слон · d7 чёрная пешка · b6 чёрная пешка · d6 белая ладья · f6 чёрная пешка · c5 чёрная пешка · h5 белая ладья · b4 чёрная ладья · c4 чёрная пешка · e4 чёрный король · g4 белая пешка · h4 белый конь · b3 белая пешка · d3 белый конь · e3 белая пешка · g3 белый ферзь · h3 чёрная пешка · f2 белая пешка · g2 чёрный конь · d1 чёрный слон · e1 чёрный конь · h1 белый король | h8 чёрный слон · d7 чёрная пешка · b6 чёрная пешка · d6 белая ладья · f6 чёрная пешка · c5 чёрная пешка · h5 белая ладья · b4 чёрная ладья · c4 чёрная пешка · e4 чёрный король · g4 белая пешка · h4 белый конь · b3 белая пешка · d3 белый конь · e3 белая пешка · g3 белый ферзь · h3 чёрная пешка · f2 белая пешка · g2 чёрный конь · d1 чёрный слон · e1 чёрный конь · h1 белый король | h8 чёрный слон · d7 чёрная пешка · b6 чёрная пешка · d6 белая ладья · f6 чёрная пешка · c5 чёрная пешка · h5 белая ладья · b4 чёрная ладья · c4 чёрная пешка · e4 чёрный король · g4 белая пешка · h4 белый конь · b3 белая пешка · d3 белый конь · e3 белая пешка · g3 белый ферзь · h3 чёрная пешка · f2 белая пешка · g2 чёрный конь · d1 чёрный слон · e1 чёрный конь · h1 белый король | h8 чёрный слон · d7 чёрная пешка · b6 чёрная пешка · d6 белая ладья · f6 чёрная пешка · c5 чёрная пешка · h5 белая ладья · b4 чёрная ладья · c4 чёрная пешка · e4 чёрный король · g4 белая пешка · h4 белый конь · b3 белая пешка · d3 белый конь · e3 белая пешка · g3 белый ферзь · h3 чёрная пешка · f2 белая пешка · g2 чёрный конь · d1 чёрный слон · e1 чёрный конь · h1 белый король | h8 чёрный слон · d7 чёрная пешка · b6 чёрная пешка · d6 белая ладья · f6 чёрная пешка · c5 чёрная пешка · h5 белая ладья · b4 чёрная ладья · c4 чёрная пешка · e4 чёрный король · g4 белая пешка · h4 белый конь · b3 белая пешка · d3 белый конь · e3 белая пешка · g3 белый ферзь · h3 чёрная пешка · f2 белая пешка · g2 чёрный конь · d1 чёрный слон · e1 чёрный конь · h1 белый король | h8 чёрный слон · d7 чёрная пешка · b6 чёрная пешка · d6 белая ладья · f6 чёрная пешка · c5 чёрная пешка · h5 белая ладья · b4 чёрная ладья · c4 чёрная пешка · e4 чёрный король · g4 белая пешка · h4 белый конь · b3 белая пешка · d3 белый конь · e3 белая пешка · g3 белый ферзь · h3 чёрная пешка · f2 белая пешка · g2 чёрный конь · d1 чёрный слон · e1 чёрный конь · h1 белый король | 4 |
| 3 | h8 чёрный слон · d7 чёрная пешка · b6 чёрная пешка · d6 белая ладья · f6 чёрная пешка · c5 чёрная пешка · h5 белая ладья · b4 чёрная ладья · c4 чёрная пешка · e4 чёрный король · g4 белая пешка · h4 белый конь · b3 белая пешка · d3 белый конь · e3 белая пешка · g3 белый ферзь · h3 чёрная пешка · f2 белая пешка · g2 чёрный конь · d1 чёрный слон · e1 чёрный конь · h1 белый король | h8 чёрный слон · d7 чёрная пешка · b6 чёрная пешка · d6 белая ладья · f6 чёрная пешка · c5 чёрная пешка · h5 белая ладья · b4 чёрная ладья · c4 чёрная пешка · e4 чёрный король · g4 белая пешка · h4 белый конь · b3 белая пешка · d3 белый конь · e3 белая пешка · g3 белый ферзь · h3 чёрная пешка · f2 белая пешка · g2 чёрный конь · d1 чёрный слон · e1 чёрный конь · h1 белый король | h8 чёрный слон · d7 чёрная пешка · b6 чёрная пешка · d6 белая ладья · f6 чёрная пешка · c5 чёрная пешка · h5 белая ладья · b4 чёрная ладья · c4 чёрная пешка · e4 чёрный король · g4 белая пешка · h4 белый конь · b3 белая пешка · d3 белый конь · e3 белая пешка · g3 белый ферзь · h3 чёрная пешка · f2 белая пешка · g2 чёрный конь · d1 чёрный слон · e1 чёрный конь · h1 белый король | h8 чёрный слон · d7 чёрная пешка · b6 чёрная пешка · d6 белая ладья · f6 чёрная пешка · c5 чёрная пешка · h5 белая ладья · b4 чёрная ладья · c4 чёрная пешка · e4 чёрный король · g4 белая пешка · h4 белый конь · b3 белая пешка · d3 белый конь · e3 белая пешка · g3 белый ферзь · h3 чёрная пешка · f2 белая пешка · g2 чёрный конь · d1 чёрный слон · e1 чёрный конь · h1 белый король | h8 чёрный слон · d7 чёрная пешка · b6 чёрная пешка · d6 белая ладья · f6 чёрная пешка · c5 чёрная пешка · h5 белая ладья · b4 чёрная ладья · c4 чёрная пешка · e4 чёрный король · g4 белая пешка · h4 белый конь · b3 белая пешка · d3 белый конь · e3 белая пешка · g3 белый ферзь · h3 чёрная пешка · f2 белая пешка · g2 чёрный конь · d1 чёрный слон · e1 чёрный конь · h1 белый король | h8 чёрный слон · d7 чёрная пешка · b6 чёрная пешка · d6 белая ладья · f6 чёрная пешка · c5 чёрная пешка · h5 белая ладья · b4 чёрная ладья · c4 чёрная пешка · e4 чёрный король · g4 белая пешка · h4 белый конь · b3 белая пешка · d3 белый конь · e3 белая пешка · g3 белый ферзь · h3 чёрная пешка · f2 белая пешка · g2 чёрный конь · d1 чёрный слон · e1 чёрный конь · h1 белый король | h8 чёрный слон · d7 чёрная пешка · b6 чёрная пешка · d6 белая ладья · f6 чёрная пешка · c5 чёрная пешка · h5 белая ладья · b4 чёрная ладья · c4 чёрная пешка · e4 чёрный король · g4 белая пешка · h4 белый конь · b3 белая пешка · d3 белый конь · e3 белая пешка · g3 белый ферзь · h3 чёрная пешка · f2 белая пешка · g2 чёрный конь · d1 чёрный слон · e1 чёрный конь · h1 белый король | h8 чёрный слон · d7 чёрная пешка · b6 чёрная пешка · d6 белая ладья · f6 чёрная пешка · c5 чёрная пешка · h5 белая ладья · b4 чёрная ладья · c4 чёрная пешка · e4 чёрный король · g4 белая пешка · h4 белый конь · b3 белая пешка · d3 белый конь · e3 белая пешка · g3 белый ферзь · h3 чёрная пешка · f2 белая пешка · g2 чёрный конь · d1 чёрный слон · e1 чёрный конь · h1 белый король | 3 |
| 2 | h8 чёрный слон · d7 чёрная пешка · b6 чёрная пешка · d6 белая ладья · f6 чёрная пешка · c5 чёрная пешка · h5 белая ладья · b4 чёрная ладья · c4 чёрная пешка · e4 чёрный король · g4 белая пешка · h4 белый конь · b3 белая пешка · d3 белый конь · e3 белая пешка · g3 белый ферзь · h3 чёрная пешка · f2 белая пешка · g2 чёрный конь · d1 чёрный слон · e1 чёрный конь · h1 белый король | h8 чёрный слон · d7 чёрная пешка · b6 чёрная пешка · d6 белая ладья · f6 чёрная пешка · c5 чёрная пешка · h5 белая ладья · b4 чёрная ладья · c4 чёрная пешка · e4 чёрный король · g4 белая пешка · h4 белый конь · b3 белая пешка · d3 белый конь · e3 белая пешка · g3 белый ферзь · h3 чёрная пешка · f2 белая пешка · g2 чёрный конь · d1 чёрный слон · e1 чёрный конь · h1 белый король | h8 чёрный слон · d7 чёрная пешка · b6 чёрная пешка · d6 белая ладья · f6 чёрная пешка · c5 чёрная пешка · h5 белая ладья · b4 чёрная ладья · c4 чёрная пешка · e4 чёрный король · g4 белая пешка · h4 белый конь · b3 белая пешка · d3 белый конь · e3 белая пешка · g3 белый ферзь · h3 чёрная пешка · f2 белая пешка · g2 чёрный конь · d1 чёрный слон · e1 чёрный конь · h1 белый король | h8 чёрный слон · d7 чёрная пешка · b6 чёрная пешка · d6 белая ладья · f6 чёрная пешка · c5 чёрная пешка · h5 белая ладья · b4 чёрная ладья · c4 чёрная пешка · e4 чёрный король · g4 белая пешка · h4 белый конь · b3 белая пешка · d3 белый конь · e3 белая пешка · g3 белый ферзь · h3 чёрная пешка · f2 белая пешка · g2 чёрный конь · d1 чёрный слон · e1 чёрный конь · h1 белый король | h8 чёрный слон · d7 чёрная пешка · b6 чёрная пешка · d6 белая ладья · f6 чёрная пешка · c5 чёрная пешка · h5 белая ладья · b4 чёрная ладья · c4 чёрная пешка · e4 чёрный король · g4 белая пешка · h4 белый конь · b3 белая пешка · d3 белый конь · e3 белая пешка · g3 белый ферзь · h3 чёрная пешка · f2 белая пешка · g2 чёрный конь · d1 чёрный слон · e1 чёрный конь · h1 белый король | h8 чёрный слон · d7 чёрная пешка · b6 чёрная пешка · d6 белая ладья · f6 чёрная пешка · c5 чёрная пешка · h5 белая ладья · b4 чёрная ладья · c4 чёрная пешка · e4 чёрный король · g4 белая пешка · h4 белый конь · b3 белая пешка · d3 белый конь · e3 белая пешка · g3 белый ферзь · h3 чёрная пешка · f2 белая пешка · g2 чёрный конь · d1 чёрный слон · e1 чёрный конь · h1 белый король | h8 чёрный слон · d7 чёрная пешка · b6 чёрная пешка · d6 белая ладья · f6 чёрная пешка · c5 чёрная пешка · h5 белая ладья · b4 чёрная ладья · c4 чёрная пешка · e4 чёрный король · g4 белая пешка · h4 белый конь · b3 белая пешка · d3 белый конь · e3 белая пешка · g3 белый ферзь · h3 чёрная пешка · f2 белая пешка · g2 чёрный конь · d1 чёрный слон · e1 чёрный конь · h1 белый король | h8 чёрный слон · d7 чёрная пешка · b6 чёрная пешка · d6 белая ладья · f6 чёрная пешка · c5 чёрная пешка · h5 белая ладья · b4 чёрная ладья · c4 чёрная пешка · e4 чёрный король · g4 белая пешка · h4 белый конь · b3 белая пешка · d3 белый конь · e3 белая пешка · g3 белый ферзь · h3 чёрная пешка · f2 белая пешка · g2 чёрный конь · d1 чёрный слон · e1 чёрный конь · h1 белый король | 2 |
| 1 | h8 чёрный слон · d7 чёрная пешка · b6 чёрная пешка · d6 белая ладья · f6 чёрная пешка · c5 чёрная пешка · h5 белая ладья · b4 чёрная ладья · c4 чёрная пешка · e4 чёрный король · g4 белая пешка · h4 белый конь · b3 белая пешка · d3 белый конь · e3 белая пешка · g3 белый ферзь · h3 чёрная пешка · f2 белая пешка · g2 чёрный конь · d1 чёрный слон · e1 чёрный конь · h1 белый король | h8 чёрный слон · d7 чёрная пешка · b6 чёрная пешка · d6 белая ладья · f6 чёрная пешка · c5 чёрная пешка · h5 белая ладья · b4 чёрная ладья · c4 чёрная пешка · e4 чёрный король · g4 белая пешка · h4 белый конь · b3 белая пешка · d3 белый конь · e3 белая пешка · g3 белый ферзь · h3 чёрная пешка · f2 белая пешка · g2 чёрный конь · d1 чёрный слон · e1 чёрный конь · h1 белый король | h8 чёрный слон · d7 чёрная пешка · b6 чёрная пешка · d6 белая ладья · f6 чёрная пешка · c5 чёрная пешка · h5 белая ладья · b4 чёрная ладья · c4 чёрная пешка · e4 чёрный король · g4 белая пешка · h4 белый конь · b3 белая пешка · d3 белый конь · e3 белая пешка · g3 белый ферзь · h3 чёрная пешка · f2 белая пешка · g2 чёрный конь · d1 чёрный слон · e1 чёрный конь · h1 белый король | h8 чёрный слон · d7 чёрная пешка · b6 чёрная пешка · d6 белая ладья · f6 чёрная пешка · c5 чёрная пешка · h5 белая ладья · b4 чёрная ладья · c4 чёрная пешка · e4 чёрный король · g4 белая пешка · h4 белый конь · b3 белая пешка · d3 белый конь · e3 белая пешка · g3 белый ферзь · h3 чёрная пешка · f2 белая пешка · g2 чёрный конь · d1 чёрный слон · e1 чёрный конь · h1 белый король | h8 чёрный слон · d7 чёрная пешка · b6 чёрная пешка · d6 белая ладья · f6 чёрная пешка · c5 чёрная пешка · h5 белая ладья · b4 чёрная ладья · c4 чёрная пешка · e4 чёрный король · g4 белая пешка · h4 белый конь · b3 белая пешка · d3 белый конь · e3 белая пешка · g3 белый ферзь · h3 чёрная пешка · f2 белая пешка · g2 чёрный конь · d1 чёрный слон · e1 чёрный конь · h1 белый король | h8 чёрный слон · d7 чёрная пешка · b6 чёрная пешка · d6 белая ладья · f6 чёрная пешка · c5 чёрная пешка · h5 белая ладья · b4 чёрная ладья · c4 чёрная пешка · e4 чёрный король · g4 белая пешка · h4 белый конь · b3 белая пешка · d3 белый конь · e3 белая пешка · g3 белый ферзь · h3 чёрная пешка · f2 белая пешка · g2 чёрный конь · d1 чёрный слон · e1 чёрный конь · h1 белый король | h8 чёрный слон · d7 чёрная пешка · b6 чёрная пешка · d6 белая ладья · f6 чёрная пешка · c5 чёрная пешка · h5 белая ладья · b4 чёрная ладья · c4 чёрная пешка · e4 чёрный король · g4 белая пешка · h4 белый конь · b3 белая пешка · d3 белый конь · e3 белая пешка · g3 белый ферзь · h3 чёрная пешка · f2 белая пешка · g2 чёрный конь · d1 чёрный слон · e1 чёрный конь · h1 белый король | h8 чёрный слон · d7 чёрная пешка · b6 чёрная пешка · d6 белая ладья · f6 чёрная пешка · c5 чёрная пешка · h5 белая ладья · b4 чёрная ладья · c4 чёрная пешка · e4 чёрный король · g4 белая пешка · h4 белый конь · b3 белая пешка · d3 белый конь · e3 белая пешка · g3 белый ферзь · h3 чёрная пешка · f2 белая пешка · g2 чёрный конь · d1 чёрный слон · e1 чёрный конь · h1 белый король | 1 |
|   | a | b | c | d | e | f | g | h |   |

Тема: освобождающая жертва белой фигуры, блокирующей поле для другой белой фигуры. 

1.Kf5! с угрозой 2.f3+ С:f3 3.Kf2X, 

1. … cd 2.Ле6+ (2.Лd4+?) 2. … de 3.Kd6X, 

1. … К:d3 2.Лd4+ (2.Ле6+?) 2. … cd 3.Kd6X, 

1. … Cf3 2.Фе5+ (2.Фf4+?) 2. … fe 3.Kg3X, 

1. … Kf3 2.Фf4+ (2.Фе5+?) 2. … К:f4 3.Kg3X

## Книги
- 64 Nederlandse componisten in 1964. Personalia en problemen, s'-Gravenhage, 1964.